# 泰勒 (澳大利亚首都特区)
泰勒（英语：Taylor），是位于堪培拉下属甘加林城区北部的一个郊区，在南部与蒙克里夫、凯西、杰卡和恩古纳瓦尔四个郊区隔着Horse Park Drive接壤，在西北部和新南威尔士州隔One Tree Hill接壤。距甘加林镇中心和堪培拉市中心分别约4公里和16公里。该郊区从2017年开始发展，名字来源于知名杂志出版者弗洛伦斯·玛丽·泰勒。她是多家澳大利亚建筑行业期刊的编辑和撰稿人，其中包括颇具影响力的《建筑》杂志。

## 历史
直到1991年，泰勒郊区都一直是前“Gold Creek”的一部分，该地区以Gold Creek Homestead为中心，占地1,594公顷。

## 基础设施
有一所于2019年落成启用的名为玛格丽特亨德利学校 (Margaret Hendry School)的公立小学，该学校可容纳600名学生。它为来自北甘加林的泰勒、杰卡、蒙克里夫和凯西四个郊区的学前班至六年级的学生提供教育。
泰勒有2个紧邻玛格丽特亨德利学校的运动场。

## 地质状况
泰勒地下的岩石来自志留纪中晚期。其西部有霍金斯火山所喷发出的灰绿英安岩和石英安山岩。堪培拉组被东侧的断层隔开。它由板岩、页岩和泥岩组成，并有东北走向的酸性火山岩带（主要是英安岩和安山岩）。